# Blennodia pterosperma
Blennodia pterosperma är en korsblommig växtart som först beskrevs av John McConnell Black, och fick sitt nu gällande namn av John McConnell Black. Blennodia pterosperma ingår i släktet Blennodia och familjen korsblommiga växter. Inga underarter finns listade i Catalogue of Life.